# Naturschutzgebiet Hohe Ley, Wesendonker Abzugsgraben, Urselmanns Ley, Tacke Ley
Koordinaten: 51° 38′ 53″ N, 6° 25′ 22″ O
Das  Naturschutzgebiet Hohe Ley, Wesendonker Abzugsgraben, Urselmanns Ley, Tacke Ley liegt auf dem Gebiet der Gemeinde Sonsbeck und der Stadt Xanten im Kreis Wesel in Nordrhein-Westfalen.
Das aus zwei Teilflächen bestehende Gebiet erstreckt sich westlich und nordwestlich der Kernstadt Xanten und nördlich und östlich des Sonsbecker Ortsteils Labbeck. Nordöstlich verläuft die B 57, südöstlich die Landesstraße L 480. Westlich verlaufen die L 6 und die L 77.

## Bedeutung
Für Sonsbeck und Xanten ist seit 2002 ein 132,14 ha großes Gebiet unter der Kenn-Nummer WES-085 als Naturschutzgebiet ausgewiesen. Das Gebiet wurde unter Schutz gestellt, um eine charakteristische, überwiegend grünlandgeprägte Kendelniederung mit auentypische Biotopen und Lebensgemeinschaften zu erhalten und wiederherzustellen.